# Бойко, Андрей Борисович
Андре́й Бори́сович Бо́йко (укр. Андрій Борисович Бойко; 27 апреля 1981, Белая Церковь, Киевская область, Украинская ССР, СССР) — украинский футболист, защитник.

## Биография
Начал профессиональную карьеру в клубе «Рось» из Белой Церкви. Во Второй лиге дебютировал 23 июня 1998 года в матче против херсонского «Кристалла» (4:0). С 2003 года по 2005 год выступал за мариупольский «Ильичёвец». В Высшей лиге дебютировал 9 марта 2003 года в матче против «Кривбасса» (2:0). В августе 2003 года был вызван в молодёжную сборную Украины до 21 года, но в сборной так и не сыграл. 15 июля 2004 года дебютировал в 1-м квалификационным раунде Кубке УЕФА в матче против ереванского «Бананца» (2:0).
С 2006 года по 2007 год выступал за: «Кривбасс», алчевскую «Сталь» и «Закарпатье». Летом 2007 года перешёл в симферопольскую «Таврию». Летом 2008 года у игрока возникли серьёзные проблемы со здоровьем (межпозвоночная грыжа). После перенесённой в Германии операции Андрею так и не удалось вернуть прежние физические кондиции, и он перестал попадать в основной состав. В январе 2009 года покинул расположение «Таврии». По взаимной договорённости с клубом, футболисту предоставлен статус свободного агента.
29 января 2009 года перешёл в полтавскую «Ворсклу». В составе «Ворсклы» стал обладателем Кубка Украины. В 2010 году перешёл в ужгородское «Закарпатье».
Летом 2011 года проходил сборы в московском «Торпедо». Затем подписал контракт с запорожским «Металлург». В 2013 году выступал за харьковский «Гелиос». Зимой 2014 года подписал контракт с клубом «Трат», выступающем в первой лиге Таиланда.

## Достижения
- Серебряный призёр Первой лиги Украины (1): 2011/12
- Обладатель Кубка Украины (1): 2008/09

## Статистика
| Сезон   | Клуб                  | Лига                 | Чемпионат | Чемпионат | Кубок | Кубок | Еврокубки | Еврокубки |
| Сезон   | Клуб                  | Лига                 | Игры      | Голы      | Игры  | Голы  | Игры      | Голы      |
| ------- | --------------------- | -------------------- | --------- | --------- | ----- | ----- | --------- | --------- |
| 1997/98 | Рось                  | Вторая лига Украины  | 1         | 0         | 0     | 0     | —         | —         |
| 1998/99 | Рось                  | Вторая лига Украины  | 11        | 0         | 0     | 0     | —         | —         |
| 1999/00 | Рось                  | Вторая лига Украины  | 25        | 2         | 3     | 0     | —         | —         |
| 2000/01 | Рось                  | Вторая лига Украины  | 26        | 5         | 1     | 0     | —         | —         |
| 2001/02 | Рось                  | Вторая лига Украины  | 32        | 5         | 4     | 0     | —         | —         |
| 2002/03 | Рось                  | Вторая лига Украины  | 14        | 1         | 1     | 0     | —         | —         |
| 2002/03 | Ильичёвец             | Высшая лига Украины  | 13        | 1         | 0     | 0     | —         | —         |
| 2003/04 | Ильичёвец             | Высшая лига Украины  | 26        | 1         | 4     | 0     | —         | —         |
| 2004/05 | Ильичёвец             | Высшая лига Украины  | 24        | 0         | 2     | 1     | 4         | 0         |
| 2005/06 | Ильичёвец             | Высшая лига Украины  | 6         | 0         | 3     | 0     | —         | —         |
| 2005/06 | Кривбасс              | Высшая лига Украины  | 4         | 0         | 0     | 0     | —         | —         |
| 2006/07 | Сталь (Алчевск)       | Высшая лига Украины  | 5         | 0         | 1     | 0     | —         | —         |
| 2006/07 | Закарпатье            | Первая лига Украины  | 7         | 0         | 0     | 0     | —         | —         |
| 2007/08 | Таврия                | Высшая лига Украины  | 25        | 0         | 4     | 0     | —         | —         |
| 2008/09 | Таврия                | Высшая лига Украины  | 2         | 0         | 0     | 0     | 2         | 0         |
| 2008/09 | Ворскла               | Высшая лига Украины  | 7         | 1         | 1     | 0     | —         | —         |
| 2009/10 | Ворскла               | Высшая лига Украины  | 0         | 0         | 0     | 0     | —         | —         |
| 2010/11 | Закарпатье            | Первая лига Украины  | 22        | 1         | 0     | 0     | —         | —         |
| 2011/12 | Металлург (Запорожье) | Первая лига Украины  | 23        | 2         | 0     | 0     | —         | —         |
| 2012/13 | Металлург (Запорожье) | Первая лига Украины  | 4         | 0         | 0     | 0     | —         | —         |
| 2013/14 | Гелиос                | Первая лига Украины  | 10        | 0         | 0     | 0     | —         | —         |
| 2013/14 | Трат                  | Первая лига Таиланда | 15        | 1         | 0     | 0     | —         | —         |